# Accademia italiana della cucina
L'Accademia italiana della cucina è un'associazione culturale il cui scopo è quello di "salvaguardare, insieme alle tradizioni della cucina italiana, la cultura della civiltà della tavola, espressione viva e attiva dell'intero Paese", come affermò Orio Vergani.

## Storia
L'Accademia italiana della cucina fu fondata il 29 luglio 1953 all'hotel "Diana" di Milano da Orio Vergani, Dino Buzzati, Luigi Bertett, Marino Parenti ed altri. Il 18 agosto 2003 è stata riconosciuta quale "Istituzione Culturale" della Repubblica Italiana.
La nipote di Orio Vergani, che si chiama Vera come sua sorella, raccontò che lo zio fu sempre attratto dal connubio fra letteratura e gastronomia. Sembra che nel novembre del 1926 Vergani, con vari altri amici, ebbe l'idea di lanciare un premio letterario mentre sedevano a tavola presso la trattoria toscana di Alberto Pepori in via Bagutta e fu così che nacque il Premio Bagutta. L'idea era quella dei caffè letterari, dove intellettuali si riunivano a discutere di letteratura, immersi nella cultura gastronomica italiana. Fu probabilmente uno dei primi a intuire che la ricchezza della nostra alimentazione faceva parte di un patrimonio culturale immateriale da valorizzare e proteggere. Vergani stesso scrisse che l'idea dell'accademia era: "nata da una noterella di viaggio di un cronista vagabondo che si stupì di trovare nel civilissimo Veneto camerieri che gli offrivano cotolette alla milanese e quasi si stupivano ch'egli fosse ansioso di assaggiare delle luganeghe di Treviso, mentre l'oste, che era di Conegliano, gli offriva frettolosamente vini toscani e non vini del Piave”.

## Obiettivi
L'associazione ha il fine di tutelare la tradizione gastronomica italiana e di promuoverne e favorirne il miglioramento in Italia e all'estero, attraverso varie iniziative, studi e divulgazioni tra cui un centro studi, attività editoriali, degustazioni, ecc. Nel suo statuto l'articolo 2 dichiara che per conseguire il suo scopo l'accademia:
a) studia i problemi della gastronomia e della tavola italiana, formula proposte, dà pareri in materia su richiesta di pubblici uffici, di enti, di associazioni e di istituzioni pubbliche e private, ed opera affinché siano promosse iniziative idonee a favorire la migliore conoscenza dei valori tradizionali della cucina italiana;
b) promuove e favorisce tutte quelle iniziative che, dirette alla ricerca storica e alla sua divulgazione, possono contribuire a valorizzare la cucina nazionale in Italia e all’estero anche come espressione di costume, di civiltà, di cultura e di scienza;
c) promuove e favorisce la conoscenza presso la pubblica opinione di quegli esercizi, in Italia e all’estero, che offrono una seria garanzia del rispetto e dell’osservanza della tradizionale e caratteristica cucina nazionale, regionale e locale;
d) istituisce e conferisce riconoscimenti a chi opera per il raggiungimento degli scopi istituzionali.

## La struttura
Il titolo III dello statuto definisce la struttura dell'accademia divisa in organi centrali e organi territoriali. Tutti gli organi hanno una durata triennale. Sono organi centrali:
- Presidente
- 2 Vice presidenti
- Consiglio di Presidenza
- Segretario Generale
- Tesoriere
- Assemblea dei Delegati
- Consulta Accademica
- Collegio dei Probiviri
- Collegio dei Revisori dei Conti

Gli organi territoriali sono: 
- la Delegazione
- il Delegato
- la Consulta della Delegazione
- i Coordinatori territoriali.

Le attività si sviluppano attraverso 224 Legazioni in Italia e 68 Delegazioni e 20 Legazioni all'estero con più di 7.500 associati chiamati "Accademici". 

## Attività editoriale
L'Accademia pubblica una rivista mensile chiamata Civiltà della Tavola. Ogni due anni viene pubblicata una Guida alle buone tavole della tradizione, a cui è stata affiancata una Guida ai ristoranti on line. Regolarmente inoltre vengono fatte pubblicazioni tematiche, che sono il frutto della ricerca dell'accademia.